# The Vicar of Dibley
The Vicar of Dibley (pt: A Vigária de Dibley) é uma sitcom  britânica com Dawn French no papel da vigária Geraldine Granger, da aldeia ficcional Dibley em Oxfordshire.

## História
Depois da morte do velho Vigário, o conselho da cidade de Dibley pede ao Bispo um substituto para o cargo. Porém, para a surpresa de todos, lhes é enviada Geraldine Granger. Os moradores da vila a principio não aprovam a nova Vigária, especialmente o líder do conselho municipal, o rico e rabugento David Horton. Mas com o tempo, aos poucos todos se apaixonam pelo jeito de ser de Geraldine, o que começa a gerar diversas mudanças no estilo de vida da pacata vila. 

## Elenco
- Dawn French- A Vigária- Geraldine Granger 1994 - 2007
- Gary Waldhorn- Cllr David Horton, MBE 1994 - 2007
- James Fleet- Hugo Horton 1994 - 2007
- Emma Chambers- Alice Springs Horton (née Tinker) 1994 - 2007
- Roger Lloyd Pack- Owen Newitt 1994 - 2007
- John Bluthal- Frank Pickle 1994 - 2007
- Trevor Peacock- Jim Trott 1994 - 2007
- Liz Smith- Letitia Cropley 1994 - 1996
- Simon McBurney- Cecil 1994 - 2004
- Patricia Kane- Doris Trott 1994
- Clive Mantle- Simon Horton 1998 - 1999
- Richard Armitage- Harry Kennedy 2006 - 2007

O programa contou com várias participações especiais ao longo de três temporadas e diversos especiais de fim de ano, incluindo nomes como Emma Watson, Johnny Depp, Miranda Hart, Kylie Minogue, Sting, Peter Capaldi, Darcey Bussell, entre outros.